# Сан-Лучидо
Сан-Лу́чидо (итал. San Lucido) — коммуна в Италии, располагается в регионе Калабрия, подчиняется административному центру Козенца.
Население составляет 5589 человек (на 2002 г.), плотность населения составляет 207 чел./км². Занимает площадь 27 км². Почтовый индекс — 87038. Телефонный код — 0982.
Покровителем коммуны почитается святой Иоанн Предтеча. Праздник ежегодно празднуется 24 июня.